# علاءالدین المرزوقی
علاءالدین المرزوقی (عربی: علاء الدين المرزوقي؛ زادهٔ ۳ ژوئیهٔ ۱۹۹۰) بازیکن فوتبال اهل تونس است.
از باشگاه‌هایی که در آن بازی کرده‌است می‌توان به باشگاه فوتبال صفاقسی اشاره کرد.
وی همچنین در تیم ملی فوتبال تونس بازی کرده‌است.